# Domitia Lepida
Domitia Lepida, còn được gọi là Domitia Lepida Trẻ, Domitia Lepida Minor,a hoặc chỉ đơn giản là Lepida (khoảng 10 TCN-54 CN), là con gái út của Lucius Domitius Ahenobarbus và Antonia Maior. Bà là em gái của Domitia (người mà thường bị nhầm lẫn với bà) và Gnaeus Domitius Ahenobarbus, cha của hoàng đế Nero. Bà là cháu gái của Hoàng đế Augustus, cháu gái của Octavia Trẻ và Marcus Antonius, chị em họ thứ hai để Hoàng đế Caligula, chị em họ và mẹ vợ của Hoàng đế Claudius, và cô của Hoàng đế Nero. Lepida là một người phụ nữ có sắc đẹp và có ảnh hưởng vào lúc bấy giờ. Cũng giống như chị gái của mình, bà cũng rất giàu có. Bà sở hữu một praedia Lepidiana ở Calabria.